# Karap europejski
Karap europejski, karap śródziemnomorski, karap, fierasfer śródziemnomorski, fierasfer (Carapus acus) – gatunek morskiej ryby wyślizgokształtnej z rodziny karapowatych (Carapidae), gatunek typowy rodzaju Carapus.

## Występowanie
Zasiedla wschodnią część Oceanu Atlantyckiego i w Morze Śródziemne, w pobliżu wybrzeży, na głębokościach do 150 m.

## Charakterystyka
Gatunek Carapus acus wykazuje typowe dla rodziny wydłużenie i boczne spłaszczenie ciała oraz brak łusek. Szeroki otwór gębowy o długich szczękach sięgających tylnej krawędzi oka. Płetwa grzbietowa (ze 140 miękkimi promieniami) i odbytowa (170 miękkich promieni) tworzą zwężającą się w szpic „falbanę”. Brak płetw ogonowej i brzusznej. Pęcherz pławny wydłużony, dwukomorowy. Odbyt ma gardłowe położenie i wysunięty jest do przodu, przed płetwy piersiowe. Pierwszy promień płetwy grzbietowej jest u larw nitkowato wydłużony. Ciało prześwitujące, srebrzystobiałe, z czerwonymi plamami i punktami. Osiąga maksymalną długość 20 cm. Jest komensalem strzykw z rodziny Holothuriidae. Larwa początkowo pelagiczna, przechodzi dwa cykle przeobrażenia, drugi w ciele strzykwy.

## Znaczenie w ochronie środowiska
Carapus acus nie należy do gatunku zagrożonego. Jako wewnętrzny pasożyt wpływa negatywnie na swego gospodarza, żywiąc się jego gonadami czy płucami wodnymi. Prowadzone są jednak badania, czy karap nie jest jednak komensalem w ciele strzykwy.  W przypadku zbyt dużego uszkodzenia strzykwa wynicowuje trzewia (wraz z rybą), które bardzo szybko odrastają. Dlatego też przypuszcza się, że obecność w jamie ciała niewielkich ryb jest przez strzykwy tolerowana.

## Aktualne kierunki badań naukowych
Obecnie prowadzone są badania nad zależnościami między rybami z gatunku Carapus acus a gospodarzami, w których bytują (strzykwy, jeżowce). Poszukuje się związku między specyficzną anatomią tych ryb, a przystosowaniem do życia w jamie ciała bezkręgowców, w warunkach niskiej zawartości tlenu i światła. Badano również sposób lokomocji karapów, z uwzględnieniem cech morfologicznych, które wpływają na elastyczność ciała ryb. Brano w tym celu pod uwagę m.in. liczbę kręgów czy ułożenie mięśni.